# بیلی مدیسن (فیلم)
بیلی مدیسن (به انگلیسی: Billy Madison) فیلمی محصول سال ۱۹۹۵ و به کارگردانی تامرا دیویس است. در این فیلم بازیگرانی همچون آدام سندلر، برادلی وایتفورد، جاش ماستل، بریجت ویلسون، نرم مک‌دانلد، درن مک‌گون، لری هانکین، جیم داونی، هراند آلیاناک، رابرت اسمایگل، استیو بوشمی و کریس فارلی ایفای نقش کرده‌اند.